# 松殿忠房
松殿 忠房（まつどの ただふさ）は、鎌倉時代前期から中期にかけての公卿。関白・松殿基房の四男。官位は正二位・大納言。

## 経歴
建仁2年12月（1203年1月）元服と同従五位上に叙される。近江権介や右中将歴任のち、建永2年（1207年）従三位に昇る。建暦元年（1211年）権中納言、翌年に中納言、建保3年12月（1216年1月）権大納言に昇る。
元仁元年12月25日（1225年1月）には大納言に昇った。この時点で三条家・西園寺家・大炊御門家等の清華家当主達とは昇進速度はほぼ同じだった。しかし、寛喜2年（1230年）の父・基房の死から1年余り後の貞永元年（1232年）3月突如九条道家の意向によって大納言を解任されている。基房の没後、忠房の母と異母兄の松殿師家はその遺領を巡って対立を続け、最終的には九条教実の裁定で師家の勝訴している。こうした事情から突然の大納言解任は松殿家の内紛に原因があったのではないかとする見方もある。その後、三条実親・西園寺実氏・土御門定通・大炊御門家嗣・徳大寺実基が次々忠房を追い越して大臣に昇進する（彼らのうち、実基以外は権大納言から正官を経ないで昇進している）。九条道家・一条実経父子の失脚時には摂関の候補者にもなったが、就任は叶わなかった。
文永10年（1273年）に薨去。享年81。

## 官歴
- 建仁2年12月17日（1203年1月）：従五位上（元服）
- 建仁3年（1203年）正月5日：正五位下
- 建仁3年（1203年）正月16日：侍従
- 建仁3年（1203年）10月24日：右近衛少将
- 建仁4年（1204年）正月5日：従四位下（臨時）
- 建仁4年（1204年）正月12日：近江権介
- 元久元年（1204年）4月12日：轉中将
- 元久2年（1205年）正月5日：従四位上
- 元久2年11月29日（1206年1月）：正四位下
- 建永2年（1207年）正月13日：従三位（右中将如元）
- 承元2年（1208年）正月20日：備前権守
- 承元2年12月9日（1209年）：正三位
- 承元3年（1209年）10月30日：従二位
- 建暦元年（1211年）10月12日：権中納言
- 建暦2年（1212年）6月29日：中納言
- 建暦3年（1213年）3月11日：正二位（朝覲行幸賞）、院別当
- 建保3年12月10日（1216年1月）：権大納言
- 元仁元年12月25日（1225年1月）：大納言
- 貞永元年（1232年）3月29日：大納言を辞退
- 宝治元年（1247年）4月15日：出家

## 系譜
- 父：松殿基房
- 母：堀川局 - 藤原行雅の娘
- 妻：持明院保家の娘
  - 長男：松殿良嗣 (1224-1291)
- 妻：藤原重隆の娘
  - 次男：松殿兼嗣 (1239-1317)
- 妻：藤原雅隆の娘
- 生母不明の子女
  - 男子：松殿兼教
  - 男子：行仁
  - 男子：良基 (-1308)
  - 男子：源忠 - または原忠
  - 男子：承教 (-1305)